# André Rüegsegger

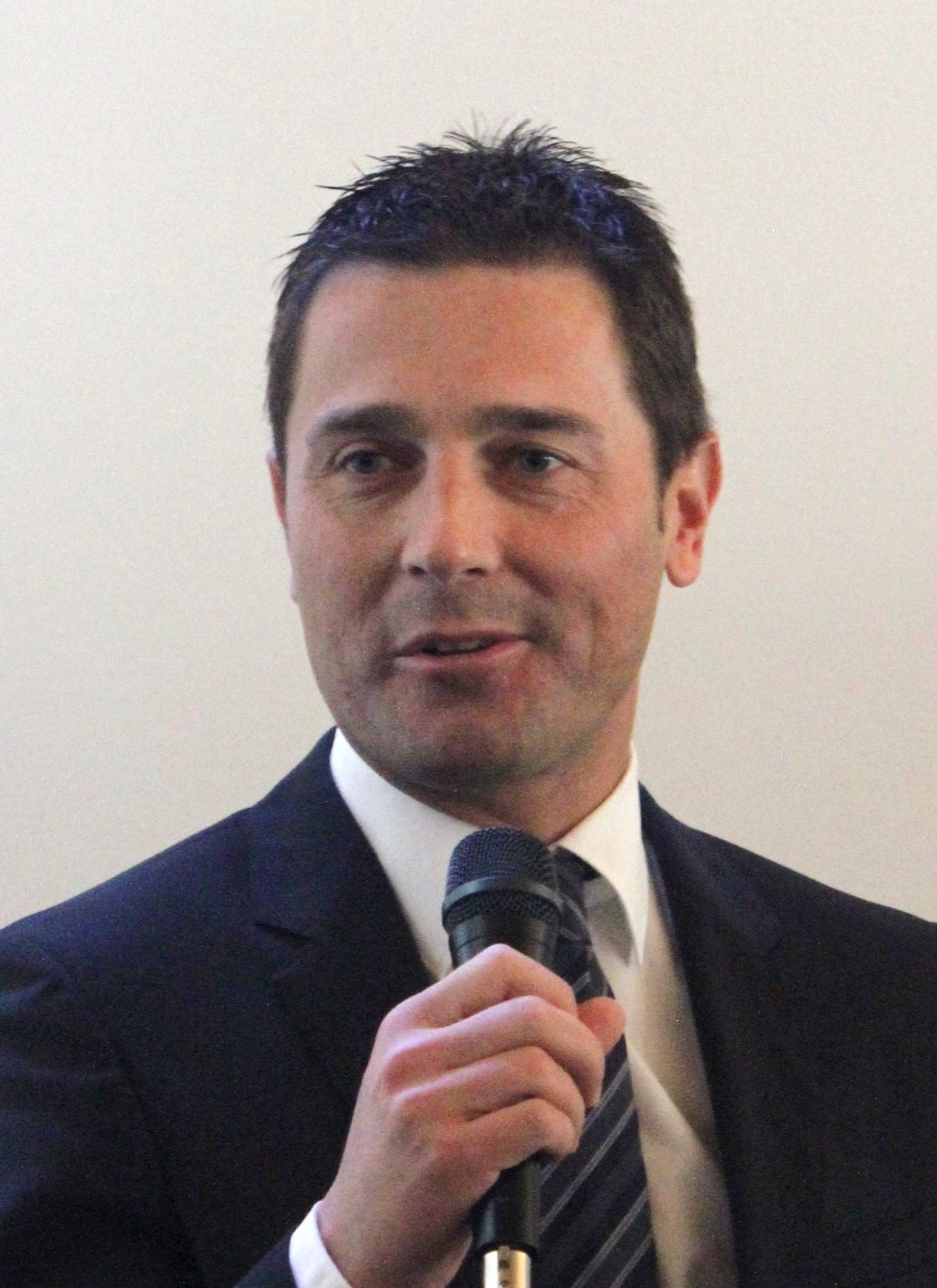
André Rüegsegger (2013)

André Rüegsegger (* 30. Juni 1976) ist ein Schweizer Politiker (SVP).

## Biografie
André Rüegsegger ist in Brunnen aufgewachsen, wo er heute noch lebt. An der Universität Zürich hat er Rechtswissenschaften studiert und das Rechtsanwaltspatent des Kantons Zürich erlangt. 1999 trat er als Kandidat der jungen CVP bei den Nationalratswahlen an.
Er war selbstständiger Rechtsanwalt und Kantonsrat, bevor er am 11. März 2012 in den Regierungsrat des Kantons Schwyz gewählt wurde. Vom 1. Juli 2012 bis zum 30. Juni 2020 war er Vorsteher des Sicherheitsdepartements. Am 1. Juli 2020 übernahm er von Othmar Reichmuth die Leitung des Baudepartements. Der Kantonsrat wählte ihn am 25. Juni 2020 zum Landesstatthalter für die Amtsdauer 2020–2022 und am 30. Juni 2022 zum Landammann für die Amtsdauer 2022–2024.